# 印度外事服務部
印度外事服務部（英語：Indian Foreign Service），或稱印度外事部，是印度政府行政部門公務員系統下的部門，受到印度外交部統轄。此部門的行政領導是外交大臣，其成員擔任大使、高級專員、總領事、印度常駐聯合國代表和外交大臣等職務。
印度外事服務部是負責管理印度外交關係的外交官機構，此部門在全球超過162個印度外交使團和國際組織中服務。此外，印度外事部在德里設有外交部總部和總理辦公室，而且還領導著全國各地的地區護照辦公室。
成立於1946年10月9日，自2011年以來都會慶祝其成立的日子。目前印度外事服務部的官員由印度政府根據聯盟公共服務委員會的建議徵聘。